# Librazhd
Librazhd (alb. Librazhd, Librazhdi) – miasto w środkowej Albanii nad rzeką Shkumbin. Ośrodek administracyjny okręgu Librazhd w obwodzie Elbasan. Liczba mieszkańców – 12,7 tys. (2005).